# Lingbo
Lingbo is een plaats in de gemeente Ockelbo in het landschap Hälsingland en de provincie Gävleborgs län in Zweden. De plaats heeft 421 inwoners (2005) en een oppervlakte van 252 hectare. De plaats ligt aan het meer Lingan. De plaats ligt aan de spoorweg Norra stambanan en heeft een treinverbinding met onder andere de steden Bollnäs en Gävle.

## Verkeer en vervoer
Bij de plaats loopt de Länsväg 272.
De plaats heeft een station aan de spoorlijn Ånge - Storvik.